# Veronika Preining-Breuer
Veronika Preining-Breuer (nacida el 21 de noviembre de 1965) es una esquiadora paralímpica austríaca. Representó a Austria en esquí paraalpino en los Juegos Paralímpicos de Invierno de 1984 en Innsbruck y en esquí nórdico en los Juegos Paralímpicos de Invierno de 1988 en Innsbruck. Ganó seis medallas, dos de oro, tres de plata y una de bronce.

## Carrera
En los Juegos Paralímpicos de Invierno de 1984 en Innsbruck, terminó primera en descenso con 2:06.14 (Sheila Holzworth terminó la carrera en 2:32.42 y Cara Dunne en 2:36.93). Ganó medalla de plata en súper combinado B1 (con un tiempo realizado de 2:44.63) y bronce en la carrera de slalom gigante categoría B1 con 6:15.91.
En los Juegos Paralímpicos de Invierno de 1988, ganó el oro en la carrera de 5 km por delante de la atleta finlandesa Kirsti Pennanen y la rusa Valentina Grigoryeva, la plata en la carrera de 10 km y el bronce en la prueba de 3x5 km en la categoría B1-3.
Compitió en el campeonato mundial nórdico para discapacitados de 1990, ganando una medalla de oro en 10 kilómetros.